# Худжандський державний університет імені Б. Гафурова
Худжандський державний університет імені Б. Гафурова (ХДУ) — державний університет, вищий навчальний заклад у другому за значенням місті Таджикистану Худжанді; є одним з найбільших вузів країни. 
Носить ім'я радянського таджицького державного і партійного діяча (перший секретар ЦК Компартії ТаджРСР, 1946—56) та науковця Бободжана Гафуровича Гафурова.
Худжандський державний університет імені академіка Б. Гафурова розташований за адресою (головний корпус):
проїзд Мавлонбекова, буд. 1, м. Худжанд—735700 (Республіка Таджикистан).

## З історії та сьогодення навчального закладу
Худжандський державний університет був заснований у 1932 році на базі існуючих дворічних курсів з підготовки вчителів для середніх шкіл і називався на початку Вищим педагогічним інститутом. 
У рік створення інститут мав тільки 2 відділення: Хіміко-біологічне та Фізико-математичне, на яких навчалося всього 26 студентів. Штат викладачів становив лише 9 осіб. 
За 74 роки існування Худжандський державний університет імені академіка Б. Гафурова підготував близько 50 тисяч фахівців, щорічно майже 1300 випускників університету поповнюють лави висококваліфікованих кадрів різних галузей народного господарства країни. 
Сьогодні (2-а половина 2000-х) Худжандський Державний Університет за своїм науково-педагогічним потенціалом і кількістю студентів вважається другим після Таджицького Національного Університету вищим навчальним закладом країни. У теперішній час у структуру ХДУ входять 16 факультетів, 76 кафедр. Чисельність студентів (2006) становить 10 655 осіб, з них на денному відділенні навчаються 6 748 студентів, а на заочному — 3 907 студентів. Для якісної підготовки фахівців університету він має у своєму розпорядженні необхідні кадри високої кваліфікації. Так, з 776 викладачів університету — 36 чоловік є докторами наук та професорами, 207 — кандидатами наук та доцентами, 239 — старшими викладачами. 

## Організація навчального процесу
ХДУ готує кадри за 37 спеціальностями на денному і з 22 спеціальностями на заочному відділеннях.
Факультети Худжандського державного університету імені Б. Гафурова:
- математичний;
- фізико-технічний;
- художньо-графічний;
- кібернетичний;
- іноземних мов;
- Інститут менеджменту та комп'ютерної технології;
- російської філології;
- юридичний;
- узбецької філології;
- педагогічний;
- таджицької філології;
- східних мов;
- природничих наук;
- історичний;
- фінансів та ринкової економіки;
- мистецтв.

## Науковці
- Беркович Марк Юхимович (1903 - 1982) — історик.

## Виноски
1. 1 2  Aligned ISNI and Ringgold identifiers for institutions // zenodo — 2017. — doi:10.5281/ZENODO.758080
2. ↑  Факультети ХДУ [Архівовано 7 січня 2010 у Wayback Machine.] на Офіційна вебсторінка університету [Архівовано 12 липня 2010 у Wayback Machine.] (рос.)

## Джерело-посилання
- Офіційна вебсторінка університету [Архівовано 12 липня 2010 у Wayback Machine.] (рос.)